# Incredible Torture Show

Incredible Torture Show (Blood Sucking Freaks) est un film américain réalisé par Joel M. Reed, sorti en 1976.

## Fiche technique
- Titre : Incredible Torture Show
- Titre original : Blood Sucking Freaks
- Réalisation : Joel M. Reed
- Scénario : Joel M. Reed
- Production : Alan G. Margolin et Joel M. Reed
- Société de production : Troma Entertainment
- Musique : Michael Sahl
- Photographie : Ron Dorfman
- Montage : Joel R. Herson et Victor Kanefsky
- Pays d'origine : États-Unis
- Format : Couleurs - 1,85:1 - Mono - 16 mm
- Genre : Horreur
- Durée : 91 minutes
- Date de sortie : 2 mai 1976 (États-Unis)

## Distribution
- Seamus O'Brien : Maître Sardu
- Viju Krem : Natasha D'Natalie
- Niles McMaster : Tom Maverick
- Dan Fauci : le sergent John Tucci
- Alphonso DeNoble : Creasy Silo
- Ernie Pysher : le docteur
- Luis De Jesus : Ralphus
- Helen Thompson : l'assistante du maître
- Saiyanidi : l'assistant du maître
- Arlana Blue : la femme cannibale nue
- Rita Montone : Maya

## Autour du film
- D'après le cinéaste, le scénario est inspiré des scènes sado-maso des films Ilsa, la louve des SS (1975) et Ilsa, gardienne du harem (1976).
- Le tournage s'effectua de nuit, avec des acteurs amateurs ou venant du théâtre[1].
- Sorti sur les écrans américains en 1976 avec un classement X, les producteurs invitèrent l'association féministe Women Against Pornography à manifester contre le film dans le but de faire de la publicité autour de ce dernier. S'ensuivit un scandale et le retrait du film. Au début des années 1980, Troma acquiert les droits et ressoumet le film à la MPAA, tout en acceptant d'effectuer les diverses coupes demandées afin d'obtenir la classification R (restricted). Malgré ça, Troma sort le film avec des copies non censurées à travers tous les États-Unis en indiquant qu'il s'agit bien de la version R, ce qui lui vaudra des ennuis avec la MPAA.
- Dans sa chanson White Slavery, le rappeur Necro fait de nombreuses allusions au film. Certaines scènes seront également reprises dans le clip.